# Vereinigung Internationaler Handelsverbände
Die Vereinigung Internationaler Handelsverbände (Federation of International Trade Associations, FITA) mit Sitz in Reston, Virginia und New York wurde 1984 gegründet. Sie fördert den internationalen Handel durch die Stärkung der Rolle der Handelsverbände in den Vereinigten Staaten, Mexiko und Kanada.
Die Website der FITA, das internationale Handels-/ Import-Export-Portal, ist eine Online-Quelle kostenlos bereitgestellter Informationen und Ressourcen für internationale Händler. Zu den Ressourcen zählen Links zu mehr als 8000 internationalen handelsbezogenen Websites (unter anderem mehr als 400 Websites für Handelsanfragen), wirklich nützliche Ressourcen für internationale Handelsfachleute, ein alle zwei Wochen erscheinender Newsletter mit Hinweisen auf nützliche Websites, Artikel über internationale Handelsgeschäfte und Märkte und vieles mehr.
Der United States Commercial Service (Handelsservice der Vereinigten Staaten) und UK Trade & Investment haben mit der FITA Vereinbarungen im Rahmen einer öffentlich-privaten Partnerschaft (PPP) getroffen, gemäß denen sie zur Marktforschung und anderen Berichten auf GlobalTrade.net. beitragen. Ähnliche Vereinbarungen wurden mit NASBITE International, der European International Business Academy und anderen Verbänden geschlossen.

## Internationaler Handel – Marktforschung
Im Juni 2009 unterzeichnete die FITA eine öffentlich-private Partnerschaft mit dem Handelsservice der Vereinigten Staaten, der Handelsförderungsabteilung des Handelsministeriums der Vereinigten Staaten (United States Department of Commerce, DoC), und sanktionierte somit die Veröffentlichung der Marktstudien des DoC auf GlobalTrade.net. Im August 2010 unterzeichnete die FITA eine ähnliche PPP mit UK Trade & Investment.
GlobalTrade.net ist ein Serviceportal für Wissensressourcen, auf dem Experten in internationalem Handel ihre Artikel veröffentlichen können; der Inhalt wird vorab von einem Redaktionsteam überprüft. Die Inhalte umfassen Analysen internationaler Handelsexperten, Marktumfragen, Tipps, Analystenberichte, Länderprofile, Expertenmeinungen, Webinars, Newsflows, Video-Tutorials und Präsentationen.

## Dienstleistungen für Unternehmen
Zusammen mit der Veröffentlichung von Marktumfragen und sonstigen fachbezogenen Inhalten verfügt GlobalTrade.net über eine frei zugängliche Datenbank internationaler Handelsservice-Unternehmen, die für Importeure und Exporteure nützlich sein können. Die auf der Website erfassten internationalen Handelsservice-Unternehmen umfassen internationale Marketingberater, Handelsfinanzierungsunternehmen, Banken, Spediteure, Qualitätskontrolleure, Anwälte, Buchhalter, Zollagenten, internationale Handelslehrer und Versicherungseinrichtungen für internationale Geschäfte. GlobalTrade.net ermöglicht internationalen Handelsservice-Unternehmen, ein persönliches Profil zu erstellen und den Kontakt mit dem internationalen Handelsmarkt zu fördern; alle Inhalte, die von Experten und globalen Handelsservice-Unternehmen stammen, werden vor der Veröffentlichung überprüft. GlobalTrade.net wurde am 15. November 2010 veröffentlicht und verfügt über 9000 inhaltliche Veröffentlichungen und 4000 erfasste Experten und Dienstleister.
Fachleute nutzen die Website, um Informationen und globale Handelsservice-Unternehmen für ihre internationalen Handelsgeschäfte zu finden. China, die Vereinigten Staaten, Indien, das Vereinigte Königreich und Singapur sind derzeit die beliebtesten Länder. Die Kategorien der Dienstleister umfassen juristische Dienstleister, Handelsförderungsorganisationen, Transport und Logistik, Steuern und Buchführung, Marketing und Kommunikation, Vertrieb und Absatz sowie Reisedienstleister. Die FITA hat ebenfalls Partnerschaftsabkommen mit drei wichtigen B2B-Märkten geschlossen: Alibaba.com, Kompass und Thomasnet: weltweit jeweils auf dem 1., dem 13. und dem 18. Rang von bridgat.com (November 2010).